# Свідлер Петро Веніамінович
Петро Свідлер (17 червня 1976, Ленінград) — російський шаховий гросмейстер (1994). Його тренер — Андрій Лукін.

Переможець кубка світу ФІДЕ 2011 року, фіналіст 2015 року. Восьмиразовий чемпіон Росії (1994, 1995, 1997, 2003, 2008, 2011, 2013 та 2017). У 2001 році, він дістався півфіналу чемпіонату світу ФІДЕ.
У складі збірної Росії:
 п'ятиразовий переможець шахових олімпіад (1994, 1996, 1998, 2000, 2002), 
дворазовий переможець командних чемпіонатів світу (2005, 2010), 
триразовий переможець командних чемпіонатів Європи (2003, 2007, 2015).
Свідлер — фанат крикету; його ім'я користувача на шаховому сервері Інтернет Шаховий Клуб — Tendulkar.
Його рейтинг станом на березень 2020 року — 2723 (24-те місце у світі, 5-те в Росії).

## Кар'єра
Навчився грати в шахи, коли йому було шість років.
Свідлер — відомий популяризатор шахів Фішера. Він виграв перший турнір з шахів Фішера Chess960 Open. У 2003 році Свідлер став чемпіоном світу з шахів Фішера, перемігши Петера Леко у матчі з восьми партій. Він успішно захистив свій титул двічі, спершу перемігши Левона Ароняна в 2004 році і Золтана Алмаші в 2005, але програв титул Ароняну в 2006 році.
Свідлер розділив друге місце (разом з Вішванатаном Анандом) на Чемпіонаті світу з шахів 2005 року в Сан-Луїсі з доробком у 8,5 очок з 14, відставши на 1,5 очка від переможця Веселина Топалова.
Позитивний результат Свідлера в Сан-Луїсі дозволив йому взяти участь у Чемпіонаті світу 2007 року. У цьому турнірі він набрав 6,5 очок з 14, зайнявши 5-те місце серед восьми учасників.
У вересні 2011 року Петро Свідлер обігравши по ходу турніру в 1/16 фіналу Фабіано Каруану з рахунком 3-1, в 1/8 фіналу Гату Камського з рахунком 2-0, в чвертьфіналі Юдіт Полгар з рахунком 1½-½, в півфіналі Руслана Пономарьова з рахунком 1½-½ та в фіналі співвітчизника Олександра Грищука з рахунком 2½-1½ став переможцем кубку світу ФІДЕ

### 2013 рік

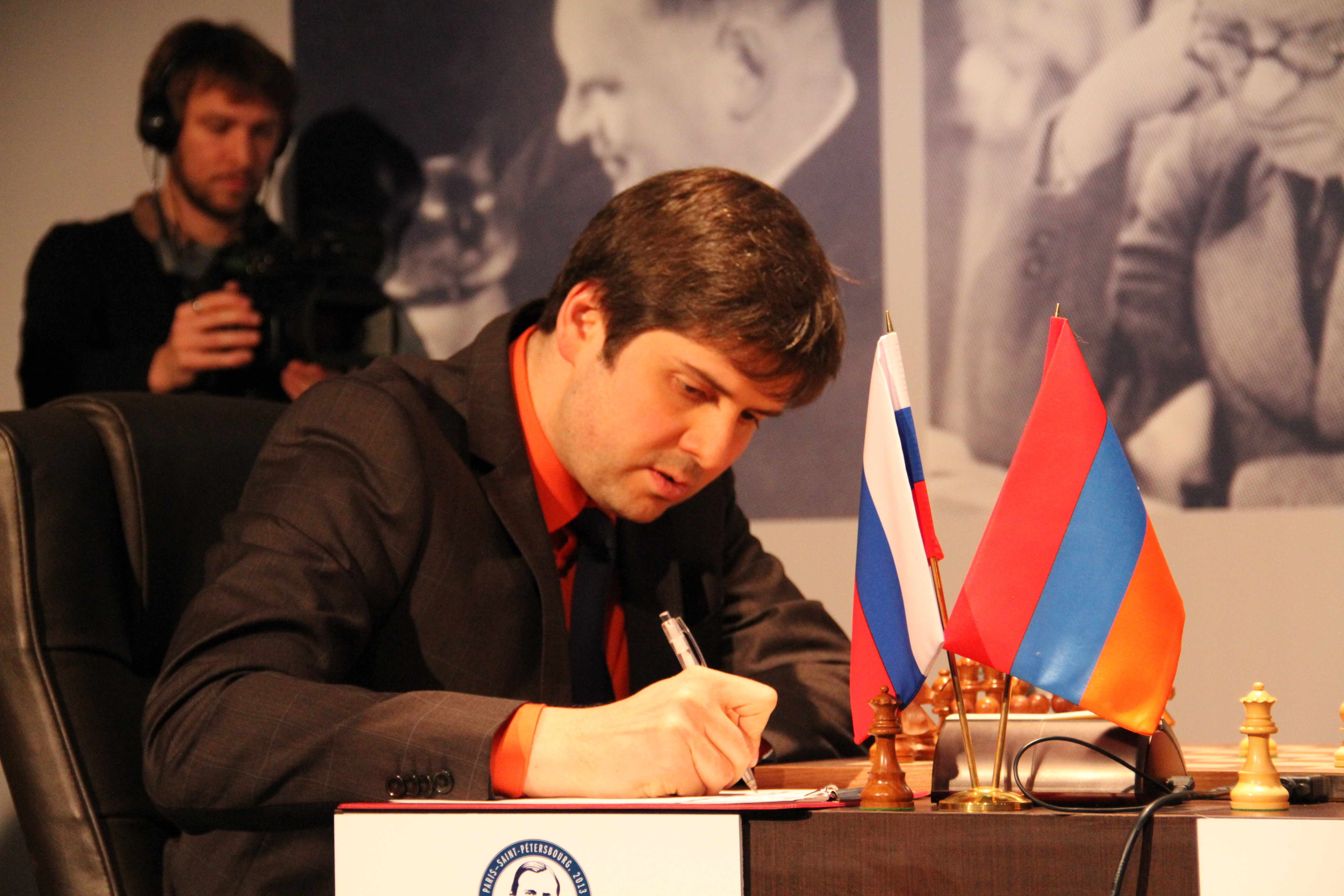
Меморіал Алехіна 2013

У березні 2013 року Свідлер взяв участь в турнірі претендентів за право зіграти в матчі за шахову корону. В двоколовому турнірі за участі 8 шахістів, набравши 8 очок з 14 можливих (+4-2=8) Петро розділив третє-четверте місця з Левоном Ароняном, відставши від переможця турніру Магнусу Карлсену всього на пів очка.
У травні 2013 року Петро Свідлер посів четверте місце на турнірі ХХІ категорії Norway Chess 2013 з результатом 5 з 9 очок (+2-1=6).
У серпні 2013 року на кубку світу ФІДЕ дійшов до чвертьфіналу, де поступився співвітчизникові Дмитру Андрєйкіну з рахунком 1½-2½.
У жовтні 2013 року набравши 6½ очок з 9 можливих (+4-0=5) та перемігши в матчі за 1 місце Яна Непомнящого з рахунком 1½-½ Петро Свідлер всьоме в кар'єрі став чемпіоном Росії.
На командному чемпіонаті Європи, що проходив в листопаді в Варшаві, Петро Свідлер набравши 6½ очок з 9 можливих (+4=5-0), показав другий результат на другій дошці (турнірний перфоменс склав 2806 очка). Таким чином він допоміг збірній Росії зайняти 3 місце серед 38 країн.

### 2014
У березні 2014 року з результатом 6½ очок з 14 можливих (+3-4=7) посів 6-е місце в турнірі претендентів, що проходив в Ханти-Мансійську.
ВУчервні 2014 року Свідлер з результатом 4 з 9 можливих очок (+0-1=8) посів 7-е місце на турнірі XXI категорії Norway Chess 2014, що проходив в місті Ставангер.
Наприкінці червня 2014 року в Дубаї Петро Свідлер з результатом 10 очок з 15 можливих (+8-3=4), посів 10 місце на чемпіонаті світу з рапіду , та з результатом 13 з 21 можливого очка (+12-7=2) посів 11 місце на чемпіонаті світу з бліцу.
У серпні 2014 року виступаючи на третій дошці в Шаховій олімпіаді, що проходила в Тромсе, Свідлер набрав 4 очок з 8 можливих (+2-2=4), а збірна Росії посіла 4 місце серед 177 країн. При цьому турнірний перфоменс Петра Свідлера склав лише 2557 очок.
У жовтні 2014 року, набравши 6 очок з 11 можливих (+2-1=8), розділив 3-7 місця на першому етапі серії Гран-прі ФІДЕ 2014—2015 років.
У грудні 2014 року з результатом 4½ з 9 можливих очок (+1-1=7) Свідлер став бронзовим призером чемпіонату Росії з шахів.

### 2015
У січні-лютому 2015 року розділив 12-21 місця (за додатковим показником — 12 місце) на турнірі Gibraltar Chess Festival 2015. Результат Петра на турнірі — 7 з 10 очок (+4-0=6), турнірний перфоманс склав — 2711 очок.
Наприкінці лютого 2015 року, набравши 4½ очок з 11 можливих (+1-3=7), Свідлер посів 11 місце на третьому етапі серії Гран-прі ФІДЕ 2014/2015 років, що проходив у Тбілісі.
У травні 2015 року з результатом 5½ очок з 11 можливих (+3-3=5) розділив 6-9 місця на четвертому етапі Гран-прі ФІДЕ 2014/2015, що проходив у Ханти-Мансійську. У загальному заліку серії Гран-прі ФІДЕ 2014/2015 Свідлер посів 13-е місце (157 очок).
У серпні 2015 року Свідлер розділив 8-10 місця у чемпіонаті Росії. Його результат 5 очок з 11 можливих (+1-2=8).
У вересні-жовтні 2015 року виступаючи на кубку світу ФІДЕ Петро Свідлер дійшов до фіналу, де поступився у напруженій боротьбі Сергію Карякіну з рахунком 4-6 (2-2 — класичні шахи, 2-4 — швидкі та надшвидкі шахи).
У жовтні 2015 року на чемпіонаті світу зі швидких та блискавичних шахів, що проходив у Берліні, посів:
 — 34 місце на турнірі зі швидких шахів, набравши 9 з 15 очок (+6-3=6),
 — 7 місце на турнірі з блискавичних шахів, набравши 14 з 21 очка (+8-1=12).
У листопаді 2015 року в складі збірної Росії став переможцем командного чемпіонату Європи, що проходив у Рейк'явіку. Набравши 5 очок з 8 можливих (+2-0=6) Петро посів 4 місце серед шахістів, які виступали на першій шахівниці..

### 2016
У березні 2016 року з результатом 7 очок з 14 можливих (+1-1=12) розділив 4-7 місця на турнірі претендентів, що проходив у Москві.
У серпні 2016 року, набравши 3½ очки з 9 можливих (+1-3=5), Петро посів 9-те місце на турнірі «The 2016 Sinquefield Cup» (третій етап Grand Chess Tour), що проходив у Сент-Луїсі.
У жовтні 2016 року Петро Свідлер зіграв у двох турнірах, зокрема: з результатом 4½ очок з 9 можливих (+1-1=7) посів 5-те місце на турнірі «Меморіал Таля», що проходив у Москві, а з результатом 6 з 10 очок (+1-0=10) розділив 4-5 місця у суперфіналі чемпіонату Росії, що проходив у Новосибірську.

### 2017
У травні 2017 року з результатом 5 з 9 очок (+1-0=8) розділив 3-9 місця на другому етапі серії Гран-Прі ФІДЕ 2017 року, що проходив у Москві.
У липні 2017 року Свідлер розділив 4-10 місця на третьому етапі серії Гран-Прі ФІДЕ 2017 року, що проходив у Женеві. Його результат 5 очок з 9 можливих (+2-1=6).
У серпні 2017 року посів 6-те місце на турнірі XXII категорії «The 2017 Sinquefield Cup», що проходив у Сент-Луїсі. Його результат — 4½ очки з 9 можливих (+1-1=7).
У листопаді 2017 року, набравши 5 очок з 9 можливих (+1-0=8), розділив 3-9 місця на четвертому етапі серії Гран-Прі ФІДЕ 2017 року, що проходив у Пальма-де-Майорці. У загальному заліку серії Гран-прі ФІДЕ 2017 року Раппорт, набравши 202,8 очок посів 8-ме місце.

### 2018—2019
У січні 2018 року набравши 6 очок з 13 (+1-2=10) посів 8-ме місце на турнірі 20-ї категорії, що проходив у Вейк-ан-Зеє..
У квітні 2019 року посів 6-те місце на турнірі «Grenke Chess Classic», що проходив у Карлсруе та Баден-Бадені. Його результат 4½ з 9 можливих очок (+2-2=5).
У вересні 2019 року на кубка світу ФІДЕ Свідлер дійшов до 1/8 фіналу, де поступився французькому шахісту Ваш'є-Лаграву з рахунком ½ на 1½ очка.
Наприкінці грудня 2019 року на чемпіонаті світу зі швидких та блискавичних шахів, що проходив у Москві, Петро посів:
 — 18-те місце у турнірі зі швидких шахів, набравши 9½ з 15 очок (+5-1=9),
 — 18-те місце у турнірі з блискавичних шахів, набравши 13½ очок з 21 можливого (+11-5=5).

## Зміни рейтингу
| На цьому місці має відображатися графік чи діаграма, однак з технічних причин його відображення наразі вимкнено. Будь ласка, не видаляйте код, який викликає це повідомлення. Розробники вже працюють для того, щоби відновити штатне функціонування цього графіка або діаграми. | |
| | На цьому місці має відображатися графік чи діаграма, однак з технічних причин його відображення наразі вимкнено. Будь ласка, не видаляйте код, який викликає це повідомлення. Розробники вже працюють для того, щоби відновити штатне функціонування цього графіка або діаграми. |